# Batalla de Selasia
La batalla de Selasia ocurrió en el 222 a. C. entre los ejércitos de Antígono III de Macedonia, y Cleómenes III, rey de Esparta. Las fuerzas espartanas fueron masacradas y Cleómenes escapó a Egipto. Filopemen, el futuro general de la Liga Aquea, participó como el jefe de la caballería aquea en el lado de Antígono y sobresalió en el coraje y la visión.

## Antígono y la Liga helénica contra Cleómenes
Para tomar el trono en 235 a. C. después de la muerte de Leónidas II, Cleómenes emprendió una ambiciosa restauración política del poder de Esparta volviendo a la tradición legendaria de Licurgo.
El rey de Macedonia, Antígono III, respondió, restaurando la influencia macedonia en el Peloponeso por primera vez en casi dos décadas. En 224 a. C., firmó una alianza con los aqueos, beocios, tesalios y acarnanios. Antígono invadió el Peloponeso y expulsó a los espartanos de Argos, tomando Orcómeno y Mantinea en el proceso. Sin embargo cuando avanzó contra Laconia, Antígono encontró que Cleómenes había bloqueado todos los puertos de montaña excepto uno. Cleómenes estaba cerca de la ciudad de Selasia, en donde lo esperó con su ejército.

## Fuerzas
Cleómenes había subido a una posición fuerte, colocando su ejército a través de un camino que seguía un río que corre entre dos colinas, Olimpo y Evas. Su ejército de aproximadamente veinte mil soldados de infantería estaba compuesto por hoplitas espartanos, posiblemente falangitas espartanos (según Plutarco, Cleómenes había armado dos mil lacedemonios al modo macedonio), periecos, mercenarios y seiscientos cincuenta jinetes. La falange espartana, bajo el mando personal de Cleómenes, se dispuso en el ala derecha y fue colocada en la cima de la colina de Olimpo, cerca de Selasia. Esta fuerza fue apoyada por un cuerpo de mercenarios de infantería ligera. Las tropas aliadas así como la falange perieca fueron conducidas por el hermano de Cleómenes, Euclidas. Estas fuerzas se pusieron en el ala izquierda y fueron colocadas sobre la colina de Evas. El centro del valle y el camino estuvo ocupado por la caballería espartana, apoyada por mercenarios. Cleómenes probablemente esperaba que la posición donde estaba su ejército compensara su inferioridad numérica. El rey espartano también ordenó cavar zanjas y levantar empalizadas a lo largo del camino.
Antígono, por su parte, llegó al lugar con una fuerza superior, aproximadamente de treinta mil hombres, incluyendo las fuerzas aliadas de la Liga aquea. Por primera vez desde el principio del siglo III a. C., los macedonios opusieron a los espartanos un verdadero ejército nacional y no uno repleto de mercenarios. Antígono tenía consigo diez mil falangitas, tres mil peltastas y trescientos jinetes macedonios así como mil agrianos, mil seiscientos ilirios, mil galos, tres mil soldados mercenarios de nacionalidad desconocida y trescientos jinetes, también mercenarios. Los aliados aportaron contingentes importantes: los aqueos unos tres mil soldados y trescientos jinetes; los beocios dos mil soldados y doscientos jinetes; los acarnanios mil soldados y cincuenta jinetes y los epirotas mil soldados y cincuenta jinetes.

## La batalla
Antígono colocó sus falanges para afrontar a la infantería lacedemonia que fue puesta en orden de batalla en la cima de las dos colinas, con la orden de avanzar y tomar las cotas más altas. Su caballería macedonia, aquea (conducida por Filopemen), beocia y mercenaria estuvo bajo el mando de Alejandro, y fue dispuesta en orden de combate delante de la caballería enemiga, en el centro. El ala derecha macedonia sobre la colina de Evas avanzó contra los lacedemonios, pero fue atacada en su retaguardia por la infantería ligera enemiga (que al principio fue puesta en orden con la caballería). Asaltada tanto en la retaguardia como en el frente, la falange de Antígono era reprimida hasta que Filopemen, desatendiendo las órdenes recibidas, cargó con sus hombres ayudando a la falange, que forzaron a las tropas enemigas ligeras a retroceder, asegurando así la victoria para los macedonios. Después de la batalla, Antígono elogió la iniciativa del joven Filopemen. Según Plutarco, de los seis mil combatientes espartanos solo sobrevivieron doscientos; los demás prefirieron la muerte honorable en la lucha antes que la deshonra de la derrota.
De este modo terminó la última carga de los espartanos. Antígono marchó triunfante hasta Esparta la cual, por primera vez en su dilatada y legendaria historia, fue tomada por un ejército extranjero. El final de la orgullosa polis, que antaño fuera la más poderosa y temible de la Hélade o Grecia, fue indiscutiblemente digno. Nos hace rememorar a su vez la última carga de Leónidas y sus trescientos hoplitas, en el angosto paso de las Termópilas contra las hordas de Jerjes I (480 a. C.), donde aún sabiendo que estaba todo perdido lucharon hasta el último hombre (cabe mencionar, no obstante, que Cleómenes logró escapar con una pequeña cantidad de unidades de caballería camino a Egipto para buscar el apoyo de Ptolomeo IV, no sin antes dar aviso a la ciudad de la derrota y que no opusieran resistencia al invasor).